# Верхньогалеєво
Верхньогале́єво (рос. Верхнегалеево, башк. Үрге Ғәле) — присілок у складі Зілаїрського району Башкортостану, Росія. Адміністративний центр Верхньогалеєвської сільської ради.
Населення — 99 осіб (2010; 128 в 2002).
Національний склад:
- башкири — 100%